# Навуа
Навуа (фидж. Navua) — город в Центральном округе на Фиджи. В колониальные времена в городе было построено несколько сахарных заводов, которые были закрыты в 1923 году после экономического кризиса. В городе есть футбольный клуб Navua FC, который участвует в Национальной футбольной Лиге Фиджи. Население на 2012 год составляло 5421 человек.